# Magic Fly
Magic Fly is een nummer van de Franse synthpopband Space, afkomstig als eerste single van het gelijknamige album uit 1977. Magic Fly, dat tegelijkertijd als single werd uitgebracht was een enorm succes in Europa.
De single behaalde de gouden status in Duitsland en zilver in het Verenigd Koninkrijk. De single stond in juni 1977 op de 4e plaats in Frankrijk, waarvan er meer dan 500.000 exemplaren van zijn verkocht. In de Vlaamse Ultratop 50 behaalde Magic Fly de zesde plaats en in de Nederlandse Top 40 plaats twintig.
Deze muziek was oorspronkelijk een verzoek van de astroloog Élizabeth Teissier begin 1977. Omdat ze de producers van Didier Marouani (Ecama) kende, wilde ze dat hij een aftiteling zou componeren voor een programma op de eerste Franse zender. De show ging uiteindelijk niet door, maar Didier Marouani overtuigde de producers om deze single uit te brengen door hem opnieuw te orkestreren met een specifieke discobeat.
Magic Fly beïnvloedde het electro-duo Daft Punk voor het maken van het op disco gerichte album Random Access Memories dat in 2013 werd uitgebracht. Het stuk wordt gebruikt voor de aftiteling van de film Snake in the Eagle's Shadow van Yuen Woo-ping met Jackie Chan.

## Hitnotering
| "Magic Fly" in de Nederlandse Top 40 binnen 06-08-1977 | "Magic Fly" in de Nederlandse Top 40 binnen 06-08-1977 | "Magic Fly" in de Nederlandse Top 40 binnen 06-08-1977 | "Magic Fly" in de Nederlandse Top 40 binnen 06-08-1977 | "Magic Fly" in de Nederlandse Top 40 binnen 06-08-1977 | "Magic Fly" in de Nederlandse Top 40 binnen 06-08-1977 | "Magic Fly" in de Nederlandse Top 40 binnen 06-08-1977 | "Magic Fly" in de Nederlandse Top 40 binnen 06-08-1977 |
| Week:                                                  | 1                                                      | 2                                                      | 3                                                      | 4                                                      | 5                                                      | 6                                                      |                                                        |
| ------------------------------------------------------ | ------------------------------------------------------ | ------------------------------------------------------ | ------------------------------------------------------ | ------------------------------------------------------ | ------------------------------------------------------ | ------------------------------------------------------ | ------------------------------------------------------ |
| Positie:                                               | 35                                                     | 25                                                     | 20                                                     | 20                                                     | 31                                                     | 39                                                     | uit                                                    |

| "Magic Fly" in de Nederlandse Single Top 100 binnen: 30-07-1977 | "Magic Fly" in de Nederlandse Single Top 100 binnen: 30-07-1977 | "Magic Fly" in de Nederlandse Single Top 100 binnen: 30-07-1977 | "Magic Fly" in de Nederlandse Single Top 100 binnen: 30-07-1977 | "Magic Fly" in de Nederlandse Single Top 100 binnen: 30-07-1977 | "Magic Fly" in de Nederlandse Single Top 100 binnen: 30-07-1977 | "Magic Fly" in de Nederlandse Single Top 100 binnen: 30-07-1977 |
| Week:                                                           | 1                                                               | 2                                                               | 3                                                               | 4                                                               | 5                                                               |                                                                 |
| --------------------------------------------------------------- | --------------------------------------------------------------- | --------------------------------------------------------------- | --------------------------------------------------------------- | --------------------------------------------------------------- | --------------------------------------------------------------- | --------------------------------------------------------------- |
| Positie:                                                        | 27                                                              | 26                                                              | 23                                                              | 23                                                              | 26                                                              | uit                                                             |

| "Magic Fly" in de Vlaamse Ultratop 50 binnen: 28-05-1977 | "Magic Fly" in de Vlaamse Ultratop 50 binnen: 28-05-1977 | "Magic Fly" in de Vlaamse Ultratop 50 binnen: 28-05-1977 | "Magic Fly" in de Vlaamse Ultratop 50 binnen: 28-05-1977 | "Magic Fly" in de Vlaamse Ultratop 50 binnen: 28-05-1977 | "Magic Fly" in de Vlaamse Ultratop 50 binnen: 28-05-1977 | "Magic Fly" in de Vlaamse Ultratop 50 binnen: 28-05-1977 | "Magic Fly" in de Vlaamse Ultratop 50 binnen: 28-05-1977 | "Magic Fly" in de Vlaamse Ultratop 50 binnen: 28-05-1977 | "Magic Fly" in de Vlaamse Ultratop 50 binnen: 28-05-1977 | "Magic Fly" in de Vlaamse Ultratop 50 binnen: 28-05-1977 | "Magic Fly" in de Vlaamse Ultratop 50 binnen: 28-05-1977 | "Magic Fly" in de Vlaamse Ultratop 50 binnen: 28-05-1977 | "Magic Fly" in de Vlaamse Ultratop 50 binnen: 28-05-1977 | "Magic Fly" in de Vlaamse Ultratop 50 binnen: 28-05-1977 | "Magic Fly" in de Vlaamse Ultratop 50 binnen: 28-05-1977 | "Magic Fly" in de Vlaamse Ultratop 50 binnen: 28-05-1977 |
| Week:                                                    | 1                                                        | 2                                                        | 3                                                        | 4                                                        | 5                                                        | 6                                                        | 7                                                        | 8                                                        | 9                                                        | 10                                                       | 11                                                       | 12                                                       | 13                                                       | 14                                                       | 15                                                       |                                                          |
| -------------------------------------------------------- | -------------------------------------------------------- | -------------------------------------------------------- | -------------------------------------------------------- | -------------------------------------------------------- | -------------------------------------------------------- | -------------------------------------------------------- | -------------------------------------------------------- | -------------------------------------------------------- | -------------------------------------------------------- | -------------------------------------------------------- | -------------------------------------------------------- | -------------------------------------------------------- | -------------------------------------------------------- | -------------------------------------------------------- | -------------------------------------------------------- | -------------------------------------------------------- |
| Positie:                                                 | 23                                                       | 23                                                       | 19                                                       | 8                                                        | 6                                                        | 7                                                        | 10                                                       | 11                                                       | 12                                                       | 12                                                       | 13                                                       | 18                                                       | 20                                                       | 26                                                       | 30                                                       | uit                                                      |

## Covers
- Günter Noris (1977)
- Jean-Claude Borelly (1978)
- Fredi (1978)
- Klaus Wunderlich (1978)
- Ed Starink (1989)
- Minimalistix (2002)